# TV Lux
 (février 2017).
 (janvier 2016).
Si vous disposez d'ouvrages ou d'articles de référence ou si vous connaissez des sites web de qualité traitant du thème abordé ici, merci de compléter l'article en donnant les références utiles à sa vérifiabilité et en les liant à la section « Notes et références ».
TV Lux est une chaîne de télévision belge régionale couvrant la province de Luxembourg, créée le 5 septembre 1996.

## Histoire
L'ASBL fut créée le 5 septembre 1996 et reconnue par la Communauté française comme douzième télévision locale le 9 décembre 1996.
TV Lux contient une régie pour la publicité régionale ainsi qu'un service de production de vidéos à destination des entreprises et institutions.
Un nouveau bâtiment a été inauguré en 2017. La même année TV Lux diffuse le nouveau journal télévisé en commun avec l'ensemble des Télévisions Locales. Nommé "Vivre Ici", le journal porte principalement sur les actualités en Fédération Wallonie Bruxelles.

### Identité visuelle (logo)

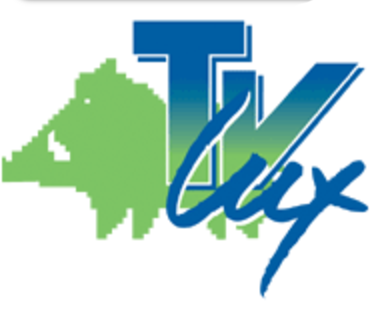
Logo de TV Lux de 1997 à 2007
Logo de TV Lux de 2007 à 2017
Logo de TV Lux depuis 2017

## Programmes
Le matin, une partie de cette boucle est occupée par le vidéoweb qui diffuse diverses annonces. Entre 16h et 18h, les téléspectateurs luxembourgeois ont l'occasion de voir le journal télévisé de VEDIA dans le cadre de la case horaire "TV Lux sans frontières". Le journal télévisé de la chaîne est diffusé à 18h puis rediffusé dans la soirée.
La chaîne propose également des programmes culturels, comme "Arrêt Culture", émission qui présente un lieu culturel de la Province de Luxembourg ou encore "Cinelux", programme consacré à l'actualité cinématographique.
Ces dernières années[Quand ?], TV Lux a développé les captations événementielles : Foire de Libramont, Legend Boucles à Bastogne, Arlon Tennis Open, Lux Fashion Week, etc.
La chaîne diffuse quasi constamment ses programmes, y compris le Journal Télévisé, en différé.
Depuis le 9 décembre 2024, le journal de RTL Télé Lëtzebuerg est diffusé en luxembourgeois sur la chaîne avec des sous-titres en français activables. La diffusion se fait en soirée à 22h et les matins à 8h tous les jours de la semaine, sauf le dimanche.

## Organisation

### Siège
TV Lux est actuellement basée au 58, Avenue d'Houffalize à Libramont. Le nouveau bâtiment accueille TV Lux, Vivacité Luxembourg et Sofilux depuis 2016. Disposant de 2 studios et de locaux conçus pour la production multimédia, ce bâtiment répond aux attentes de TV Lux.

### Directeurs de la chaîne
- Yves Pierre (1996 - 1998)
- Jean-Claude Thieltgen (1998 - 2001)
- Luc Malcourant (2001 - 2009)
- Pascal Belpaire (2009 - 2020)
- François Jongen (2020 - 2023)
- Nicolas Léonard (2023 - actuel)

### Rédacteurs en chef
- Yves Pierre (1996 - 1998)
- Jean-Claude Thieltgen (1998 - 2001)
- Luc Malcourant (2001 - 2004)
- Pascal Noirhomme (2004 - 2014)
  - Rédacteur en chef adjoint : Christophe Thiry (2004 - 2014)
- Christophe Thiry (2014 - actuel)
  - Rédacteur en chef adjoint : Frédéric Feller (2014 - actuel)
  - Chef des sports : Pascal Noirhomme (2014 - 2018)
  - Chef des sports : Antoine Masson (2018 - actuel)

## Diffusion
TV Lux est la première télévision communautaire couvrant une province entière, soit 5 arrondissements (4 440 km2 pour 43 communes). Elle couvre ainsi 27 % de l'espace de la Wallonie-Bruxelles. Elle reste tout de même accessible par toutes les communes de la province. TV Lux fonctionne grâce à une boucle de programmes d'une heure, elle commence à 18h et se répète jusqu'au lendemain à 18h. Sa particularité est qu'elle diffuse ses programmes également au Grand-Duché de Luxembourg via le diffuseur Eltrona. Et depuis mai 2018, TV Lux est visible partout en Fédération Wallonie-Bruxelles via le réseau de Proximus TV.